# Brachyelatus
Brachyelatus is een geslacht van vliesvleugeligen uit de familie Perilampidae. De wetenschappelijke naam van dit geslacht is voor het eerst geldig gepubliceerd in 1954 door Hoffer & Novicky.

## Soorten
Het geslacht Brachyelatus omvat de volgende soorten:
- Brachyelatus flavicornis Boucek, 1988
- Brachyelatus masneri Boucek, 1988
- Brachyelatus viridis Hoffer & Novicky, 1954